# Планински паунов фазан
Планинският паунов фазан (Polyplectron inopinatum) е вид птица от семейство Phasianidae. Видът е световно застрашен, със статут Уязвим.

## Разпространение и местообитание
Разпространен е в Малайзия и Тайланд.